# Russell A. Kirsch
Russell A. Kirsch (Manhattan, 20 de junio de 1929 - Portland, 11 de agosto de 2020) fue un informático teórico e ingeniero estadounidense. Dirigió un equipo de colegas que, entre 1947 y 1950, creó la primera computadora de América programable internamente. En 1957 Kirsch y su equipo habían inventado un escáner que, usando la potencia de cálculo de Este Automatic Computer (SEAC), convertía fotografías a imágenes digitales. Este avance ha creado la base para las imágenes por satélite, tomografías, códigos de barras y de autoedición.

## Antecedentes

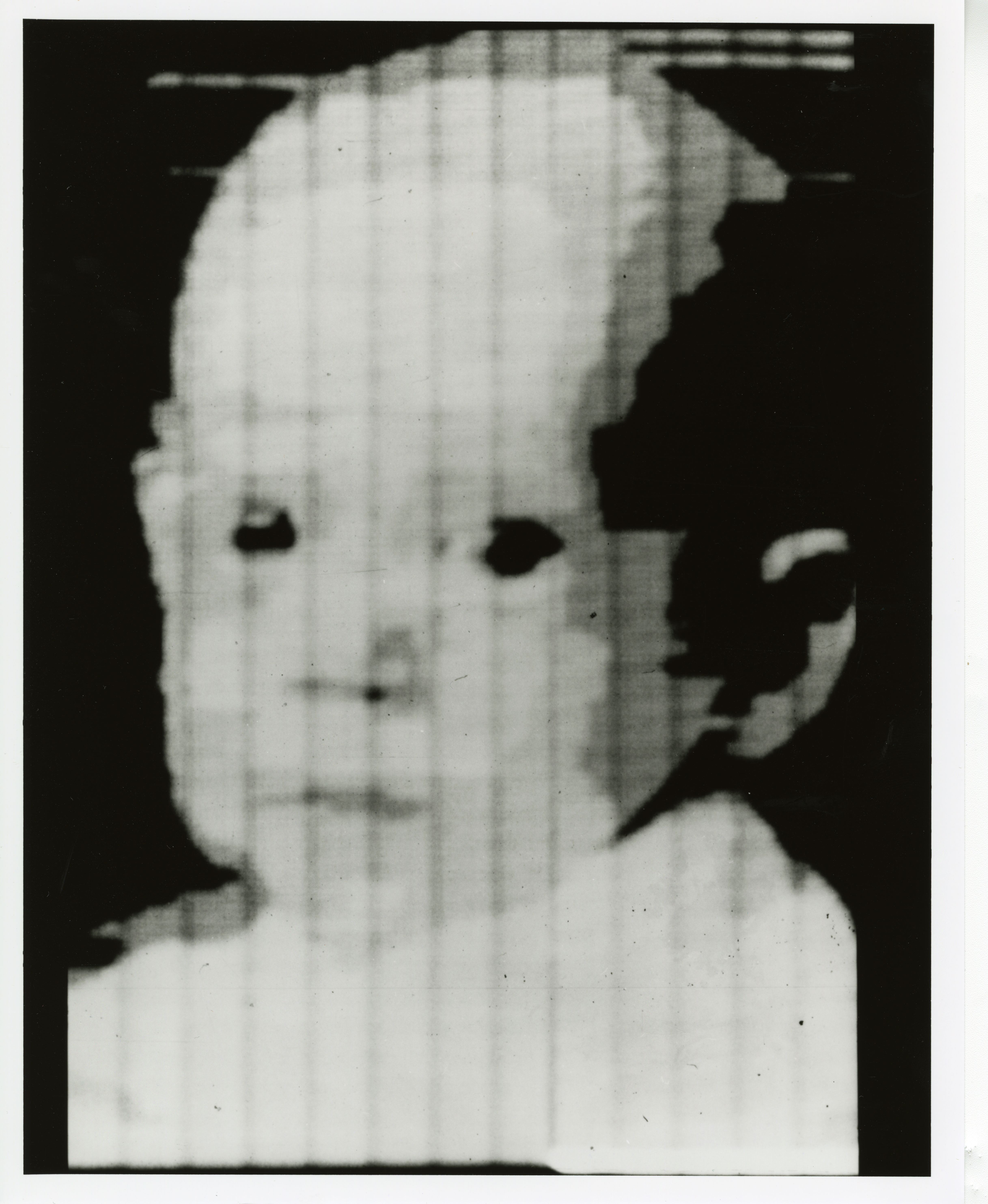
La primera imagen digital escaneada en 1957, hijo de Russell Kirsch, Walden.

### Educación
Russell A. Kirsch fue a la Escuela Secundaria de Ciencias del Bronx y se graduó en 1946. Continuó su educación en la Universidad de Nueva York en 1950, la Universidad de Harvard en 1952, y más tarde el Instituto de Tecnología de Massachusetts.

### Vida personal
Russell estuvo casado con Joan (née Levin) Kirsch. Uno de sus cuatro hijos, Walden, fue reportero de televisión KGW durante 17 años, ahora trabaja para Intel en el departamento de Comunicaciones. Russell pasó la mayor parte de su vida profesional en Washington D. C., donde se afilió a la Oficina Nacional de Normas, ahora el Instituto Nacional de Estándares y Tecnología, durante casi 50 años. Russell se retiró residió en Portland, Oregon hasta su muerte. Falleció el 11 de agosto de 2020 a los 91 años por complicaciones de Alzheimer.

## Carrera
Mientras trabajaba en el National Bureau of Standards (NBS), Kirsch y su equipo de colaboradores, Wright, Shupe y Cooper, crearon la primera computadora de América interna programable, las normas del Este Automatic Computer (SEAC), que se hizo operativa en 1950. Esta poseía una memoria interna de mucho mayor capacidad de procesamiento y velocidad, lo que permitió un desarrollo más rápido de las aplicaciones. En 1957, el equipo dio a conocer el escáner de tambor, para "rastrear las variaciones de la intensidad sobre las superficies de las fotografías", y consiguieron la primera imagen digital mediante el escaneo de una fotografía. La imagen digital, que representaba al hijo de Kirsch de tan solo tres meses de edad, se componía de 30.976 píxeles, de 5 cm x 5 cm. Se utilizó la computadora para extraer dibujos, objetos, contar, reconocer los tipos de caracteres y producir pantallas de osciloscopio. Kirsch también propuso el operador Kirsch para la detección de bordes.
Más tarde, se convirtió en el director de investigación de la Corporación Sturvil y un editor del Consultivo del Instituto de Ingenieros Eléctricos y Electrónicos (IEEE). En la actualidad, es editor consultivo de la revista, Lenguas del Diseño.

## Logros
Debido a la importancia de la fotografía digital, la revista Life en 2003 nombra esta imagen como una de las "100 fotografías que cambiaron el mundo". La imagen original está en el Museo de Arte de Portland. A pesar de que Kirsch no trabajó para la NASA, su invento dio lugar a un avance crucial de la tecnología para las exploraciones espaciales de los 60 y posteriores, incluyendo el alunizaje del Apolo. Sin la capacidad de escanear fotografías digitales desde una cámara, las imágenes actuales de los planetas, el Sol y la superficie de la Tierra, entre otros, no existiría. Los avances médicos tales como el TAC de Sir Godfrey Hounsfield, también se pueden atribuir a la investigación de Kirsch.